# Pinheiro (Vieira do Minho)
Pinheiro ist eine Gemeinde im Norden Portugals.
Pinheiro gehört zum Kreis Vieira do Minho im Distrikt Braga, besitzt eine Fläche von 10,3 km² und hat 372 Einwohner (Stand 19. April 2021).